# Cole Brauer
Cole Brauer (* 1994 auf Long Island, New York) ist eine US-amerikanische Regattaseglerin. Sie ist die erste US-Amerikanerin, die einhand nonstop um die Welt segelte.

## Leben
Brauer wuchs auf Long Island auf. Während ihres Studiums an der University of Hawaiʻi at Mānoa begann sie zu segeln. 2023 gewann sie gemeinsam mit Cat Chimney die Zweihand-Regatta Bermuda One-Two als erstes Frauen-Duo in der Geschichte des Rennens.
Bekannt wurde Brauer durch ihre Teilnahme an der Global Solo Challenge 2023–2024, einer 26.000 Seemeilen langen Regatta nonstop einhand um die Welt. Brauer nahm mit ihrer Class 40 First Light an dem Rennen teil. Öffentlichkeitswirksam wurde ihre Teilnahme auch durch ihren Instagram-Account, auf dem sie das Leben an Bord zeigte. Nach 130 Tagen auf See ging Brauer als Zweite nach dem Franzosen Philippe Delamare ins Ziel; von den 16 gestarteten Yachten hatten neun das Rennen aufgegeben. Mit ihrer erfolgreichen Teilnahme an der Global Solo Challenge ist Brauer die erste US-Amerikanerin, die einhand nonstop um die Welt segelte und die 18. Frau überhaupt, die einhand nonstop um die Welt segelte.
Brauer strebt für die Zukunft die Teilnahme an der Vendée Globe an. Sie lebt in Boothbay im US-Bundesstaat Maine.